# エディフィストラーニング
エディフィストラーニング株式会社(Edifist Learning Inc.）は、IT分野および経営マネジメントに関する人材開発事業を手掛ける企業である。
NRIラーニング・ネットワークとして創業し、2009年4月野村総合研究所よりキヤノンマーケティングジャパンに株主が変更になったのを機に、現社名に変更した。コムチュア株式会社の子会社である。東京（八重洲、有明）と大阪（堂島浜）に研修会場を持つ。
2021年3月1日付で、コムチュアが全株式を取得し、エディフィストラーニングはコムチュアの完全子会社となった。

## 主な事業
- 経営人材育成：経営幹部育成や戦略的思考能力の向上を図る研修を行う。
- IT人材育成：マイクロソフトやオラクル、シスコシステムズ、ServiceNowなどのベンダー製品の技術トレーニングのほか、要素技術やITIL、プロジェクトマネジメントなどの研修を行う。
- 組織診断サービス：意識や行動パターンといった「企業風土」を企業業績と関係づけて分析し、組織の強みと弱みを診断する。